# Accesso all'informazione pubblica in Turchia
Con la definizione accesso all'informazione pubblica e alla libertà di informazione, conosciuto in inglese come FOI (freedom of information) si fa riferimento al diritto di accesso alle informazioni che sono in possesso di organismi pubblici. L'accesso alle informazioni pubbliche è considerato di fondamentale importanza per l'efficace funzionamento dei sistemi democratici, in quanto aumenta la responsabilità dei governi e dei pubblici ufficiali, aumentando la partecipazione delle persone e consentendo la loro partecipazione informata alla vita pubblica. La premessa fondamentale del diritto di accesso all'informazione pubblica è che le informazioni detenute dalle istituzioni governative sono pubbliche, in linea di principio, e possono essere nascoste solo sulla base di motivi legittimi che dovrebbero essere dettagliati nella legge.
Nessun diritto specifico di accesso alle informazioni è stato sancito dalla Costituzione turca del 1982, che all'articolo 26 fa invece riferimento al diritto alla libertà di espressione, compreso il "diritto di ricevere informazioni". Nella Costituzione modificata del 2001, l'articolo 74 si riferisce specificamente al diritto all'informazione, il quale stabilisce che tutti hanno il diritto di ottenere informazioni. In seguito agli emendamenti costituzionali del 2010, viene anche fornito il diritto di appellarsi al Difensore civico. L'accesso alle informazioni pubbliche è regolato dalla legge sul diritto all'informazione (n. 4982 del 2004). La legge è stata introdotta nel quadro dei negoziati per l'adesione all'Unione europea.

## Situazione legale
Oltre alla legge n. 4982, nel 2004 è stata emanata anche una circolare del primo ministro riguardante "L'esercizio del diritto di petizione e accesso alle informazioni" (Circolare n. 25356), che delinea le basi di questa policy nel principio chiamato "approccio orientato ai cittadini nei servizi pubblici".
Secondo la legge n. 4982, la legge si applica a qualsiasi persona fisica e giuridica che abbia il diritto di rivolgersi alle istituzioni esercitando il diritto all'informazione. I residenti stranieri possono esercitare il diritto "a condizione che le informazioni di cui hanno bisogno siano collegate a loro o al campo delle loro attività e sulla base del principio di reciprocità ".
La legge si applica a "qualsiasi documento scritto, stampato o copiato, documento, libro, giornale, brochure, studio, lettera, software, istruzione, schizzo, piano, film, fotografia, nastro e videocassetta, mappa delle istituzioni e informazioni, notizie e altri dati che vengono registrati e salvati in formato elettronico che rientrano nell'ambito" (della legge).
Gli organi governativi sono tenuti a rispondere in 15 giorni lavorativi. Devono fornire una copia certificata del documento oppure, quando non è possibile fare una copia, i richiedenti possono esaminarli presso la relativa istituzione.
Inizialmente, il Consiglio per la valutazione del diritto all'informazione (Bilgi Edinme Değerlendirme Kurulu - BEDK) ha fornito informazioni molto scarse sulle sue attività e decisioni. Ha iniziato a pubblicare tutte le informazioni sulla sua decisione solo nel 2008 con il lancio del suo sito web. La giurisdizione della BEDK sui ricorsi per il rifiuto delle richieste di informazioni era inizialmente limitata ai casi relativi alla sicurezza nazionale e agli interessi economici dello Stato. Nel novembre 2005, la legge è stata modificata per consentire qualsiasi tipo di ricorso. Secondo la relazione sullo stato di avanzamento della CE del 2016, il Board of Review of Access to Information era efficace nel suo ruolo di revisione degli appelli dei richiedenti e nella pubblicazione online delle decisioni relative. La relazione rileva inoltre che, tuttavia, non vi è alcuna garanzia di qualità nelle risposte fornite ai richiedenti.
In base alla Decisione n. 2016/1 del 4 agosto 2016 su "Domande per informazioni su misure e transazioni nel contesto delle leggi di decentramento dello Stato di emergenza", i richiedenti che chiedono informazioni e documenti relativi a (I) persone che vengono rimosse dal il servizio pubblico e (II) le istituzioni e le organizzazioni che sono chiuse ai sensi del Decreto Legislativo nello Stato del Diritto di Emergenza, sono escluse dal campo di applicazione del diritto di ottenere informazioni.
Secondo la relazione sullo stato di avanzamento 2016 della Commissione europea sulla Turchia, la legge sull'accesso all'informazione pubblica non è pienamente allineata agli standard internazionali. Un altro problema evidenziato dalla Commissione è l'incapacità di adottare la legislazione in sospeso sui segreti statali e commerciali, che impedisce di bilanciare tra riservatezza e trasparenza nel valutare le richieste di libertà di informazione.

## Eccezioni alla legge
Ai sensi degli articoli da 20 a 28 della legge n. 4982, il diritto all'informazione può essere limitato se le informazioni si riferiscono a:
- Informazioni e documenti relativi ai segreti di Stato, che causerebbero chiaramente danni alla sicurezza dello stato o degli affari esteri o alla difesa nazionale e alla sicurezza nazionale;
- Informazioni e documenti relativi agli interessi economici dello Stato, che danneggerebbero gli interessi economici dello stato o causerebbero concorrenza sleale o arricchimento;
- Informazioni e documenti relativi all'intelligence statale, per quanto riguarda i compiti e le attività delle unità di intelligence civile e militare;
- Informazioni e documenti relativi alle indagini amministrative, che violano il diritto alla privacy, mettono in pericolo la sicurezza o la vita di un individuo e la sicurezza dell'indagine, rivelando la fonte delle informazioni che devono essere mantenute segrete;
- Informazioni o documenti relativi all'indagine giudiziaria e alle procedure giudiziarie;
- dati sensibili degli individui: informazioni contenute nei registri sanitari, sulla vita privata e familiare, sull'onore e la dignità, gli interessi economici e professionali di un individuo;
- Privacy della comunicazione;
- Segreti commerciali e proprietà intellettuale;
- Regolamenti interni, pareri, note informative e raccomandazioni delle istituzioni.

In pratica, la protezione dei segreti di stato, dei segreti commerciali e della privacy sono stati tra i motivi più comuni per respingere una richiesta.  Secondo un esperto, tutte queste condizioni annullano in gran parte le disposizioni giuridiche volte a proteggere il diritto all'informazione pubblica in Turchia.

## Accesso alle informazioni pubbliche nella pratica
L'esercizio del diritto di accesso all'informazione pubblica nel contesto turco è particolarmente problematico.
Nel Paese, infatti. la gestione degli affari pubblici è caratterizzata da un approccio segreto al potere e alla politica, e diversi problemi influenzano l'esercizio del diritto alla libertà di espressione e alla libertà dei media. La situazione si è deteriorata in seguito al tentato colpo del 15 luglio 2016, con gravi limitazioni alla libertà dei media e alla diffusione delle informazioni, limitazioni della libertà di stampa, sanzioni contro giornali e giornalisti, censura e autocensura.
Il diritto alla richiesta di informazioni può essere fatto utilizzando il sito web BIMER ( Başbakanlık İletişim Merkezi ), attivo dal 2006.
Nel 2014, solo il 2,7% delle richieste di accesso alle informazioni è stato respinto, contro il 3,4% nel 2013. La percentuale di ricorsi respinti dalla commissione di revisione dell'accesso alle informazioni è scesa dal 50,6% del 2013 al 36,3% del 2014. Secondo la Commissione europea, nel 2015 e nel 2016 sono stati presentati oltre 2 milioni di richieste all'anno di accesso alle informazioni. La percentuale di richieste respinte è rimasta modesta, circa il 3,7% fino a giugno 2016 rispetto al 3% nel 2015.
Per quanto riguarda il diritto di accesso alle informazioni per gli avvocati, in particolare quando assistono gli imputati accusati di terrorismo, devono affrontare seri problemi. Può succedere che sia limitata la loro possibilità di visualizzare o documenti relativi al caso prima del processo.
Il 21 settembre 2016, il comitato direttivo di Open Government Partnership (OGP) ha designato lo status non attivo della Turchia per quanto riguarda il piano d'azione OGP che comprendeva, tra gli altri obiettivi, un miglioramento della possibilità di accedere alle informazioni pubbliche per i cittadini turchi.
La decisione fa seguito a una risoluzione approvata all'unanimità dal comitato direttivo dell'OGP durante la riunione ministeriale del 4 maggio 2016 a Città del Capo, in Sudafrica. Tale risoluzione chiedeva al governo della Turchia di prendere provvedimenti per impegnarsi nell'OGP, tra cui lo sviluppo di un'azione nazionale con un'ampia partecipazione della società civile entro il 1º settembre 2016.
Il comitato direttivo ha rilevato che il governo turco ha agito in modo pregiudizievole per il processo OGP per due cicli consecutivi di piani d'azione.